# Sultan van Yogyakarta
De Sultan van Yogyakarta (ook: Djokjakarta of Jogjakarta) is een Javaans heerser. De sultans behoren tot het Huis Kartasura en zijn afstammelingen van Hamengkubuwono I, die een deel van het rijk van de keizers van Mataram wist te veroveren en daar het sultanaat Yogyakarta vestigde. Een oudere tak van het Huis Kartasura wist Surakarta en het zuidoosten van het rijk te behouden, daaruit werd het sunanaat Surakarta onder de susuhunans van Surakarta. Beide vorsten moesten de Nederlanders als hun meesters erkennen, Nederland was tot de Tweede Wereldoorlog de suzerein van Yogyakarta. De beide vorstenhuizen begraven hun doden in een gezamenlijk grafcomplex in Imogiri.
De sultans hebben verschillende titels gedragen, de Nederlandse autoriteiten beslisten van geval tot geval of de sultan met "Hoogheid" of "Prinselijke Hoogheid" werd aangesproken.
De susuhunans van Surakarta verloren hun macht in 1945, maar de jonge sultan van Jogjakarta Hamengkubuwono IX, die zijn invloed aanwendde ten behoeve van de Indonesische onafhankelijkheid wist zoveel goodwill en gezag te verwerven dat hij gouverneur van Yogyakarta werd en voor zijn kraton en huis bijzondere privileges verwierf. De vorst was minister in diverse Indonesische regeringen en van 1973 tot 1978 vicepresident van de Republiek Indonesië.
Deze tak van het Huis Kartasura wordt ook "Hamengkubuwono" genoemd. Alle regerende vorsten heten Hamengkubuwono
De sultan voert de titel "Sampeyan Dalam ingkang Sinuhun Kanjeng Sri Sultan Amangkoe Boewana III Senapati ing Alaga Ngah 'Abdu'l-Rahman Saiyid ud-din Panatagama Khalifatu'llah ingkang Yumeneng Kaping" wat met "De Heerser die het Universum bestierd, opperbevelhebber, Dienaar van God, Heer van alle Gelovigen" wordt vertaald.
Deze mohammedaanse heersers zijn polygaam en hebben vele vrouwen, bijvrouwen en concubines gehad. De vrouwen en de vele kinderen van de "padmi" dragen titels die tijdens hun leven aan hun positie binnen het koninklijk huis en aan hun eigen status worden aangepast.
- De koninklijke echtgenote is Gusti Kanjeng Ratu
- De tweede en derde echtgenotes enz. zijn Kanjeng Bandara Radin Ayu ..... waarop een persoonlijke titel volgt.
- De erfprins is Kanjeng Gusti Pangeran Adipati Anum Amangku Negara Sudibya Rajaputra Nalendra ing Mataram
- De minderjarige zoons van sultan en koninklijke echtgenote zijn Gusti Radin Mas.....
- De volwassen zoons van sultan en koninklijke echtgenote zijn Gusti Bandara Pangeran Arya... daarop volgt de naam van het hun toegekende prinsdom
- De minderjarige zoons van sultan en tweede en derde echtgenote enz. zijn Bandara Radin Mas....
- De meerderjarige zoons van sultan en tweede en derde echtgenote enz. heten wanneer zij zoals gebruikelijk als volwassene een prinsdom toegekend krijgen Bandara Pangeran Arya... daarop volgt de naam van het hun toegekende prinsdom
- De kleinzoons van de sultan en hun mannelijke nakomelingen zijn Radin Mas
- De nog ongehuwde minderjarige dochters van de sultan en de koninklijke echtgenote zijn Gusti Radin Ajeng....
- De nog ongehuwde volwassen dochters van de sultan en de koninklijke echtgenote zijn Gusti Kanjeng Ratu ... en de oudsten onder hen worden met hoge adellijke titels geëerd.
- De gehuwde dochters van de sultan en de koninklijke echtgenote voeren de titel Gusti Radin Ayu en de persoonlijke titel van hun echtgenoot
- De ongehuwde dochters van de sultan en de tweede en derde echtgenote enz. zijn Bandara Radin Ajeng
- De gehuwde dochters van de sultan en de tweede of derde echtgenote enz. voeren de titel Bandara Radin Ayu en de persoonlijke titel van hun echtgenoot
- De ongehuwde kleindochters en andere vrouwelijke afstammelingen van de sultan in de mannelijke lijn zijn Radin Ajeng
- De gehuwde kleindochters en andere vrouwelijke afstammelingen van de sultan in de mannelijke lijn voeren de titel Radin Ayu en de persoonlijke titel van hun echtgenoot

De regels van de Javaanse aristocratie zijn streng en de titels geven in een aantal gevallen uitdrukking aan het respect dat de sultan voor de prins of prinses heeft. Wanneer er geen duidelijke opvolger is omdat de overleden vorst geen erfprins heeft aangewezen dan heeft de pretendent met de hogere titel voorrang op een pretendent die door de sultan niet is verheven in een hogere rang.